# Hauts cantons de l'Hérault

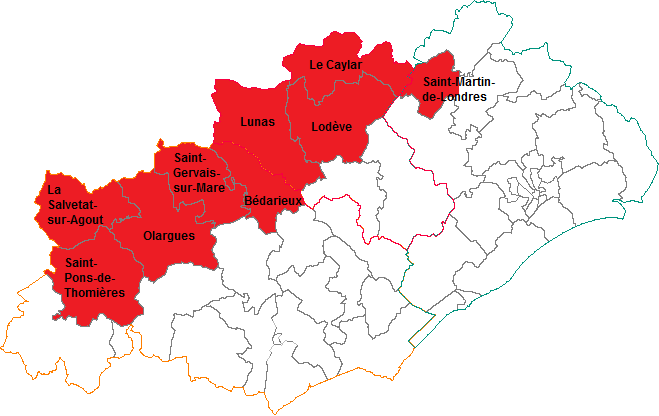
Situation de la région des « Hauts cantons » dans le département de l'Hérault

Les Hauts cantons est une partie du département de l'Hérault constituant l'arrière-pays montpelliérain et biterrois. Cette région est caractérisée par un paysage de moyenne montagne incluant notamment les massifs Caroux-Espinouse, l'Escandorgue, la Séranne et le sud du Larzac.
Bien que n'étant pas une appellation officielle, l'expression « Hauts cantons » est très utilisée dans le langage courant local.
Les Hauts-cantons regroupent généralement : 
- le canton de Bédarieux ;
- le canton du Caylar ;
- le canton de Lodève ;
- le canton de Lunas ;
- le canton d'Olargues ;
- le canton de La Salvetat-sur-Agout ;
- le canton de Saint-Gervais-sur-Mare ;
- le canton de Saint-Pons-de-Thomières.
- On peut y rajouter aussi une partie du canton de Saint-Martin-de-Londres (Séranne, vallée de la Buèges)

La ville de Bédarieux est souvent considérée comme la capitale des Hauts cantons. 